# Ђорђе Бркић
Ђорђе Бркић (Сомбор, 1832 — Беч, 1884) био је геолог и проналазач графита, родом из Сомбора.
Некадашни власник рудника у Далмацији и Истри и практични геолог, чији се технолошки проналасци и данас чувају у Лондону, Сомборац Ђорђе Бркић, давно је заборављен у свом завичају. Ђорђе Бркић рођен је у Сомбору 1832. од родитеља Исака и Марије. Података о занимању и имовном стању његових родитеља, као ни података о школовању Ђорђа Бркића немао, такође нема података ни о томе како је постао власник рудника. Живео је у Бечу и био власник рудника живе код села Каномља, у близини Идрије, рудника Брезник у Крањској и рудника мрког угља у Вргорцу, у Далмацији. Био је не само власник него и истраживач рудног блага. 
О његовом раду на истраживању руда објављена је у Бечу 1877. године, на немачком језику и студија под насловом: Експоненце о праву истраживања руде у рудницима живе код Идрије, у власништву господина Ђорђа Бркића. 
Сам Бркић је 1883. године, такође у Бечу, на немачком језику, објавио своју студију о каменолому у Вргорцу, у Далмацији. Оно што је у своје време пронело име Ђорђа Бркића широм Европе јесте његов проналазачки рад у технологији производње специјалног графита, за примену у металургији. Наиме, он је, после дугог експериментисања, успео да из графита нађеног у Швајцарској, специјалном обрадом, произведе графит чији је квалитет једнак високоватросталном графиту са Цејлона.
Бркићев проналазак добио је своју примену у производњи специјалних котлића и грнених лончића, у којима се, у најжешћем стању, тзв. белом жару топи злато, сребро и други тврди метали. У Геолошком музеју у Лондону налази се једна витрина у којој су поређани металуршки лончићи, котлићи и грнци са натписом „Бркић, Графит, господина Георга Бркића, власника руда, Беч, 1877. године. Још у оно време Бркић се бавио и проблемом заштите ваздуха од загађивања. Умро је у Бечу 1884. године.